# محمد طاهر زيادة
محمد طاهر زيادة (مواليد 13 أبريل 1995) هو فارس مصري،مثل مصر في أولمبياد 2020.

## المشاركة الأولمبية
| مصر (EGY)  | مصر (EGY)                                 | مصر (EGY)                                           | مصر (EGY)                       | مصر (EGY) | مصر (EGY) | مصر (EGY)  | مصر (EGY)  |
| الدورة     | الرياضيّ/الفريق                            | الحصان                                              | الحدث                           | التصفيات  | التصفيات  | النهائي    | النهائي    |
| الدورة     | الرياضيّ/الفريق                            | الحصان                                              | الحدث                           | الأخطاء   | الترتيب   | الأخطاء    | الترتيب    |
| ---------- | ----------------------------------------- | --------------------------------------------------- | ------------------------------- | --------- | --------- | ---------- | ---------- |
| طوكيو 2020 | محمد طاهر زيادة                           | غالانثوس إس إتش كيه                                 | قفز الحواجز – فردي [الإنجليزية] | 1         | 26 ت      | 8          | 19         |
| طوكيو 2020 | نائل نصار عبد القادر سعيد محمد طاهر زيادة | إيغور فان دي ويتمور باندت سافوي غالانثوس إس إتش كيه | قفز الحواجز – فرق [الإنجليزية]  | 29        | 11        | لم يتأهلوا | لم يتأهلوا |